# Frédéric Pierre
Frédéric Pierre (Namen, 23 februari 1974) is een voormalig Belgisch voetballer.

## Carrière

### Clubcarrière
Pierre begon bij de jeugd van Folx-les-Caves te voetballen. Maar hij besloot in 1984 al om naar AS Mont-Saint-André te gaan. Ook daar bleef hij maar één seizoen en zo kwam hij bij FC Hannut terecht. In 1988 maakte hij de overstap naar Racing Jet Waver.
Deze club speelde in de Belgische tweede klasse en in 1990 maakte Pierre er zijn debuut in het A-elftal, hij was toen nog maar 16 jaar. In 1992 kon de aanvaller naar eerste klasse, maar dan wel met Germinal Ekeren. In zijn eerste seizoen speelde hij bijna niet, maar een seizoen later kreeg hij al meer speelkansen. In 1994 bloeide hij helemaal open bij Germinal.
Het leverde hem in 1995 een transfer naar RWDM op. Daar bleef Pierre maar twee seizoenen want hij kreeg de kans om naar Excelsior Moeskroen te trekken. Ook daar bleef de aanvaller maar twee seizoenen want in 1999 kon hij weer een stapje hoger zetten. Frédéric Pierre kreeg een aanbod van Standard Luik en weigerde dat niet. Bij Standard speelde hij vaak en dus kwam in 2000 de grote concurrent van Standard, RSC Anderlecht, eens informeren naar de spits. Pierre besloot dat seizoen om naar Anderlecht en volgde zo het voorbeeld van spelers zoals Jean Thissen. Bij Anderlecht speelde hij nauwelijks maar werd hij wel voor het eerst in zijn carrière landskampioen.
In 2001 trok Pierre naar de Ligue 2 om er bij Nîmes Olympique te gaan spelen. Pierre kwam er weinig aan spelen toe, wat hem al gauw op een vertrek deed zinspelen. Het was SK Beveren dat Pierre in 2002 overnam van de Franse club. Ook daar kon de aanvaller niet echt bevestigen en dus trok een jaar later naar AS Eupen. In februari 2004 ging Pierre een tweede buitenlands avontuur aan bij het Roemeense Universitatea Craiova, maar daar kwam enkele maanden later al een einde aan. In het seizoen 2005/06 speelde hij nog voor vierdeklasser RFC Spy. In 2006 maakte Pierre een einde aan zijn spelerscarrière.

### Interlandcarrière
Frédéric Pierre speelde ook acht keer voor de Rode Duivels. Hij maakte op 24 april 1996 zijn debuut in de vriendschappelijke interland tegen Rusland, waar hij in de 61e minuut inviel voor Christophe Lauwers. Pierre was zevenmaal invaller bij de nationale ploeg, enkel tegen Griekenland kreeg hij een basisplaats.
| Interlands van Frédéric Pierre | Interlands van Frédéric Pierre | Interlands van Frédéric Pierre | Interlands van Frédéric Pierre | Interlands van Frédéric Pierre | Interlands van Frédéric Pierre |
| №                              | Datum                          | Wedstrijd                      | Uitslag                        | Soort Wedstrijd                | Doelpunten                     |
| ------------------------------ | ------------------------------ | ------------------------------ | ------------------------------ | ------------------------------ | ------------------------------ |
| 1.                             | 24 april 1996                  | België – Rusland               | 0 – 0                          | Vriendschappelijk              | 0                              |
| 2.                             | 9 oktober 1996                 | San Marino - België            | 0 - 3                          | Kwalificatie WK 1998           | 0                              |
| 3.                             | 14 december 1996               | België – Nederland             | 0 – 3                          | Kwalificatie WK 1998           | 0                              |
| 4.                             | 11 februari 1997               | Noord-Ierland – België         | 3 – 0                          | Vriendschappelijk              | 0                              |
| 5.                             | 3 februari 1999                | Cyprus – België                | 0 – 1                          | Cyprus Internationaal Toernooi | 0                              |
| 6.                             | 5 februari 1999                | België – Griekenland           | 0 – 1                          | Cyprus Internationaal Toernooi | 0                              |
| 7.                             | 9 februari 1999                | België – Tsjechië              | 0 – 1                          | Vriendschappelijk              | 0                              |
| 8.                             | 28 april 1999                  | Roemenië – België              | 1 – 0                          | Vriendschappelijk              | 0                              |